# Galen i dig
Galen i dig (eng: Mad About You) är en amerikansk situationskomedi som sändes åren 1992–1999 på NBC och 2019 genom Charter/Spectrum. Serien är skapad av Danny Jacobson och Paul Reiser. 
Paul Reiser och Helen Hunt spelar det nygifta paret Paul och Jamie Buchman som bor i New York. Serien handlar om deras vardag, deras relation, deras vänner och hur de hanterar livets små och stora utmaningar.

## Rollista i urval
- Paul Reiser - Paul Buchman
- Helen Hunt - Jamie Stemple Buchman
- Anne Ramsay - Lisa Stemple
- Leila Kenzle - Fran Devanow
- Richard Kind - Dr. Mark Devanow
- John Pankow - Ira Buchman
- Maui  - hunden Murray
- Cynthia Harris - Sylvia Buchman
- Louis Zorich  - Burt Buchman
- Robin Bartlett - Debbie Buchman
- Jerry Adler - Mr. Wicker
- Lisa Kudrow - Ursula Buffay
- Hank Azaria - Nat Ostertag
- Carol Burnett - Theresa Stemple
- Paul Dooley - Gus Stemple
- Carroll O'Connor - Gus Stemple
- Mel Brooks - farbror Phil
- Cyndi Lauper - Marianne Lugasso

### Gästskådespelare i urval
- Andre Agassi
- Ed Asner
- Kevin Bacon
- Christie Brinkley
- Steve Buscemi
- Ellen DeGeneres
- Janeane Garofalo
- Billy Joel
- Nathan Lane
- Jerry Lewis
- Yoko Ono
- Michael Richards - Cosmo Kramer
- Jerry Seinfeld
- Eric Stoltz
- Bruce Willis